# Diligência prévia
Diligência prévia ou Diligência devida(português europeu) (do inglês, due diligence) refere-se ao processo de investigação de uma oportunidade de negócio que o investidor deverá aceitar para poder avaliar os riscos da transação. Embora tal investigação possa ser feita por obrigação legal, o termo refere-se normalmente a investigações voluntárias. Um exemplo de diligência prévia é o processo pelo qual um potencial adquirente avalia o seu alvo e respectivos activos, quando tem a intenção de proceder a uma aquisição.
O termo, no seu uso atual, já constava nos escritos jurídicos de Portugal do século 19, como se vê na "Colecção Official da Legislação Portugueza", de 1854.

## Origem do termo
O termo "diligência prévia" primeiramente entrou em uso comum com o US Securities Act, de 1933, um decreto que incluía uma defesa referida no próprio texto como "due diligence", que poderia ser usada pelos brokers caso fossem acusados de insuficiente divulgação de informação relevante aos investidores, quando estes se aprestavam a comprar instrumentos financeiros.
Desde que o broker tivesse feito a sua investigação de "diligência prévia" em relação à companhia cujas ações estavam a vender, e tivesse divulgado aos investidores o que tinha apurado, ele não poderia ser acusado de não divulgação de informação (que não tivesse sido obtida nessa investigação). A totalidade dos brokers rapidamente instituíram isso como uma prática-padrão, conduzindo investigações de diligência prévia em qualquer Oferta Pública de Venda (OPV) na qual se envolvessem.
Originalmente o termo limitava-se a ofertas públicas de acções, mas ao longo do tempo também passou a ser associado a investigações de fusões e aquisições. O termo tem sido adaptado para o uso em outras situações e também traduzido como "avaliação de risco".